# Mecas rotundicollis
Mecas rotundicollis là một loài bọ cánh cứng trong họ Cerambycidae.